# August Roth (Politiker)
August Roth (* 22. Februar 1894 in Kesswil; † 11. April 1954 in Winterthur, heimatberechtigt in Kesswil) war ein Schweizer Jurist und Politiker (SP).

## Leben
August Roth wuchs als einziger Sohn eines Schiffsmeisters und Wirts in Kesswil auf. Nach der Matura studierte Roth an den Universitäten in Bern, Lausanne, Zürich und Leipzig die Rechte. Das Studium schloss er 1917 an der Universität Leipzig mit der Promotion zum Dr. iur. ab. Ein Jahr später erlangte er das thurgauische Anwaltspatent. Von 1920 bis 1922 praktizierte er im Büro des sozialdemokratischen Rechtsanwalts Johannes Huber in Rorschach. Von 1922 bis zu seiner Wahl als Gemeindeammann arbeitete er als selbständiger Anwalt in Arbon. 1923 heiratete er Narzisse Baumgartner. Der Ehe entsprossen zwei Söhne und eine Tochter. Am 5. April 1954 erlitt Roth eine schwere Hirnblutung. Ohne das Bewusstsein wieder zu erlangen, verstarb er am darauffolgenden Palmsonntag (11. April 1954) im 61. Altersjahr.

## Politik
Schon früh erkannte man die besondere politische Begabung des jungen Anwalts, der sich bereits in Rorschach der Sozialdemokratischen Partei angeschlossen hatte. Von 1922 bis zu seiner Wahl in den Regierungsrat stand er als Präsident an der Spitze der Sozialdemokratischen Partei des Kantons Thurgau. Bereits 1928 konnte er seine kommunale Laufbahn krönen. Als Kampfkandidat der Sozialdemokratischen Partei, die 1925 in Arbon die Mehrheit errungen hatte, gelang es ihm, den amtierenden Arboner Ortsvorsteher und Gemeindeammann zu schlagen. Während 13 Jahren blieb er im Amt und prägte in dieser Zeit das „rote Arbon“ ganz wesentlich. Die Wirtschaftskrise wurde durch Notstandsarbeiten bekämpft (Korrektion der Bleichebäche und Unterstützung des in Gemeinschaftsarbeit erstellten Strandbades). Das Gaswerk konnte mit Zustimmung des Souveräns verkauft und mit dem Gaswerk St. Gallen ein günstiger Gaslieferungsvertrag geschlossen werden, der die Gemeinde Arbon mittels Konzessionsgebühr weiterhin an den Erlösen aus Gasverkäufen beteiligte. Die Huber'sche Fabrik an der Hauptstrasse in der Altstadt wurde erworben und zu einem Stadthaus umgebaut. 1938 intervenierte die von Roth geführte Ortsverwaltung erfolgreich beim Regierungsrat, als die ständigen Provokationen der Nazis, insbesondere der nationalsozialistischen Meister in den kriegswirtschaftlichen Abteilungen der Firma Saurer, zunahmen.
Auf kantonaler Ebene gehörte Roth, seit 1923 Mitglied des Grossen Rates, von 1928 bis 1941 der Kantonalbankvorsteherschaft an. 1941 gelang August Roth der Einzug in die Kantonsregierung. Er war der erste Sozialdemokrat in der Thurgauer Exekutive. In seinem Departement war er für Bau, Assekuranz und Vormundschaft zuständig. Roth machte sich um die Denkmalpflege, die Landesplanung (heute Raumplanung) und den Strassenbau verdient. Sein letztes Werk war die 1954 eröffnete Thurbrücke bei Eschikofen, die die alte Holzbrücke aus dem Jahr 1837 ersetzte.
Von 1928 bis 1931, von 1935 bis 1941 und schliesslich von 1947 bis 1951 gehörte August Roth dem Nationalrat an.